# NGC 6502
NGC 6502 is een elliptisch sterrenstelsel in het sterrenbeeld Pauw. Het hemelobject werd op 20 juni 1835 ontdekt door de Engelse astronoom John Herschel.

## Synoniemen
- ESO 103-2
- AM 1759-652
- PGC 61352